# Synagoge (Glatz)

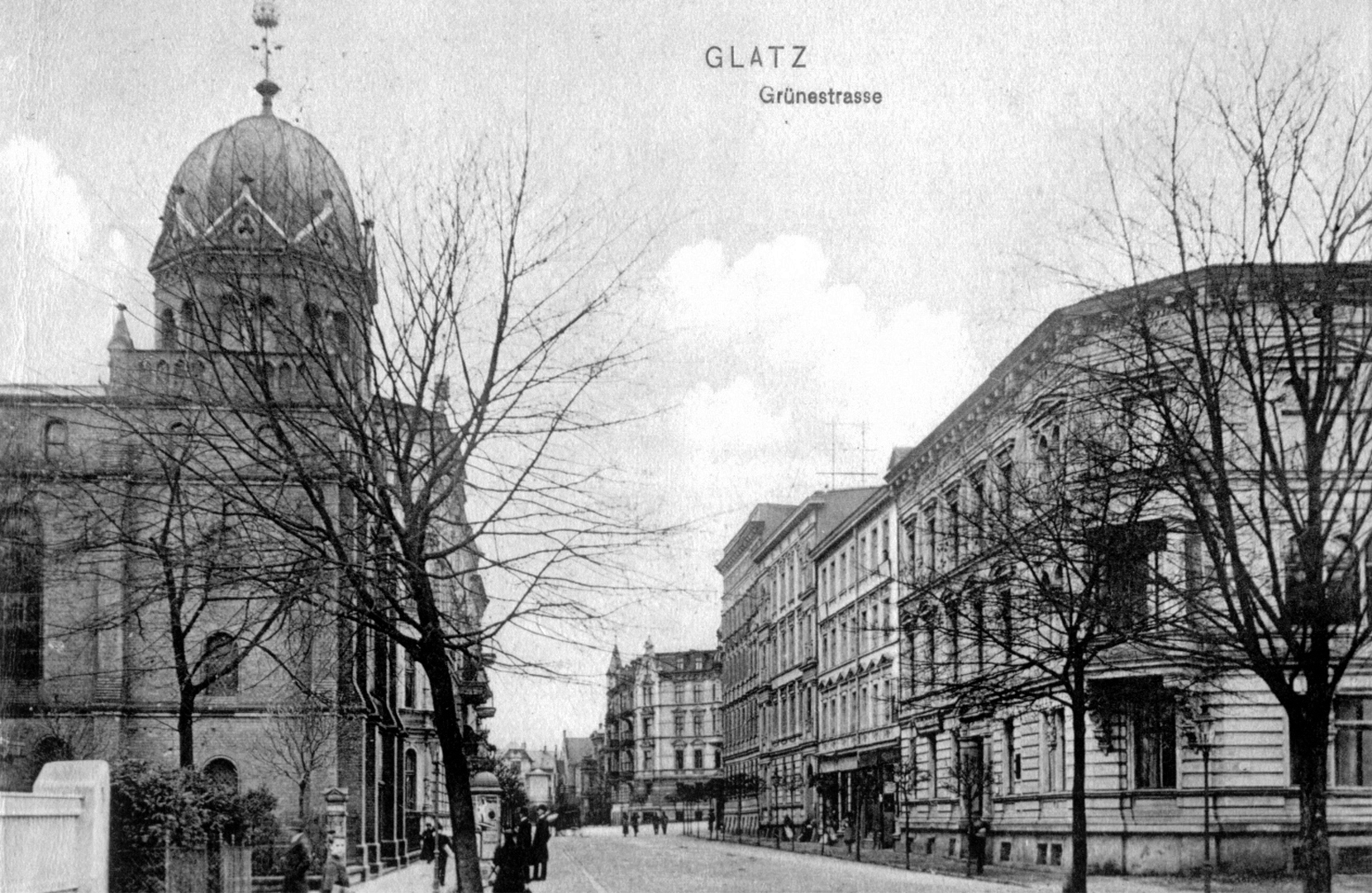
Ansichtskarte mit der Synagoge in Glatz (links mit Kuppel)

Die Synagoge in Glatz (polnisch Kłodzko), einer Stadt im Powiat Kłodzki in der Woiwodschaft Niederschlesien in Polen, wurde 1884/85 errichtet. Die Synagoge stand in der Grünestraße (heute ulica Wojska Polskiego).

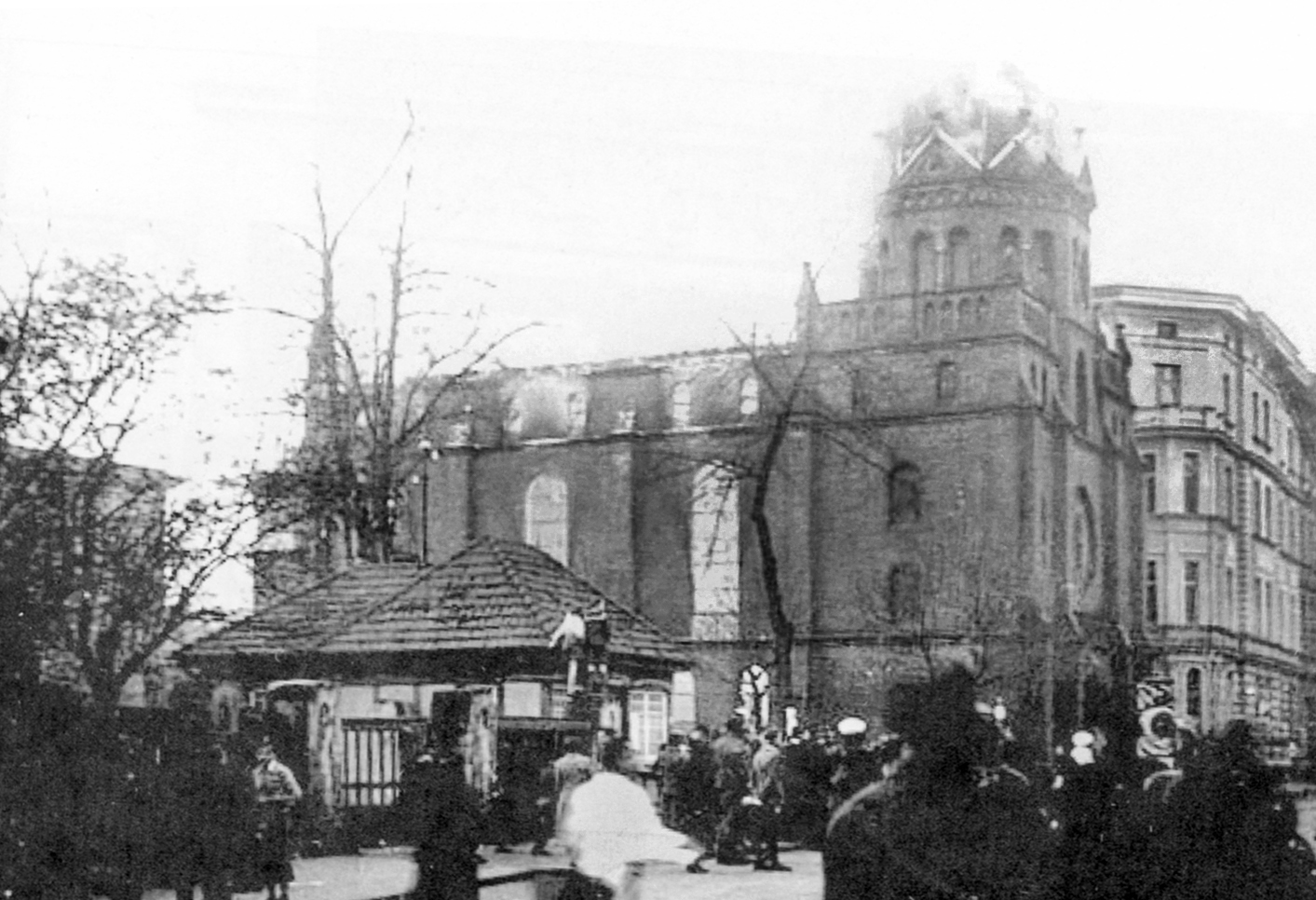
Zerstörte Synagoge. Foto: Georg Dzierzon, 1938.

Die Synagoge wurde nach Plänen des Breslauer Architekten Albert Grau (1837–1900), Schüler von Georg Gottlob Ungewitter, im Stil der „deutschen Neo-Backsteingotik“ erbaut.
Am 9. November 1938 wurde die Synagoge durch einen Brandanschlag zerstört.

## Gedenken

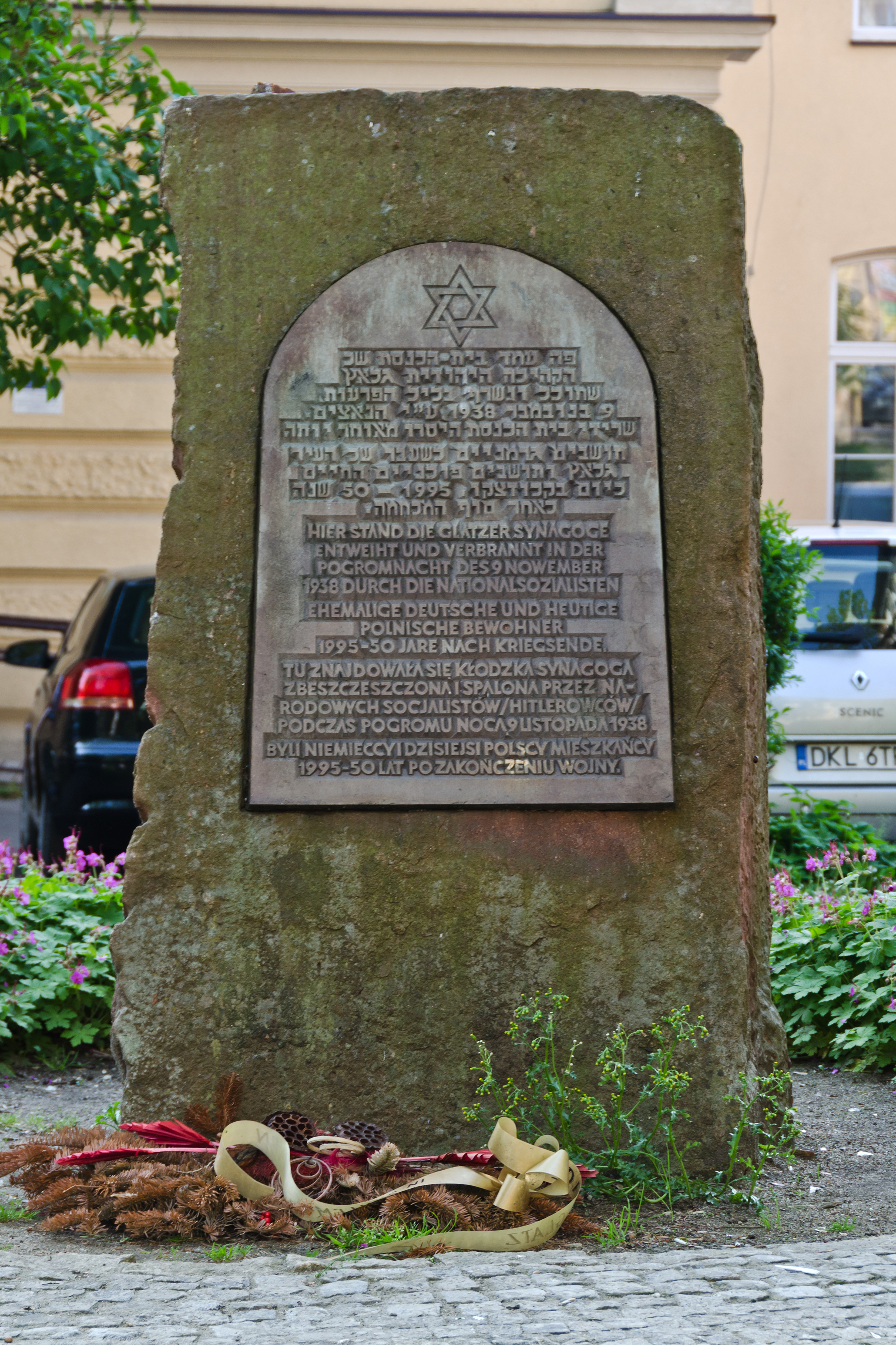
Gedenkstein von 1995

Reinhard Schindler, der ehemalige Glatzer, entwickelt die Idee, einen Gedenkstein für die Synagoge setzen zu lassen. Der im Jahre 1995 aufgestellte Gedenkstein mit einer Bronzetafel erinnert in Polnisch, Hebräisch und Deutsch an die zerstörte Synagoge. Die Inschrift lautet: „Hier stand die Glatzer Synagoge, entweiht und verbrannt durch die Nationalsozialisten in der Pogromnacht des 9. November 1938. Ehemalige deutsche und heutige polnische Bürger 1995 – 50 Jahre nach Kriegsende“.

## Skulptur
In den Jahren 2015/16 schuf der deutsche Bildhauer Gerhard Roese in Darmstadt eine ca. 100 kg schwere Skulptur der Synagoge aus Aluminiumguss. Die gesammelten Materialien, Pläne und Skizzen, zusammen mit Fotos und einer Beschreibung der Verbrennung des Gebäudes, publizierte er als Buch unter dem Titel: Decalogue on Fire. Das künstlerische Werk unter demselben Titel umfasst neben der Skulptur der Synagoge eine Skulptur nach einer der 10 Gebotsnieschen über dem Portal und eine Skulptur einer der beim Brand umgestürzten, gusseisernen Emporenstützen in ihrem Bett aus „Schutt und Asche“. Außerdem fünfzehn 1 × 1 m große Bildtafeln nach Fotos von Günter Veit und einen Schrein mit einem wahrscheinlich in Polen von einem Wehrmachtsangehörigen geraubten Fragmentes einer Torarolle. Im Mai 2018 brachte Roese das gesamte Werk mit Hilfe einer Gruppe junger Menschen nach Kłodzko und stiftete es der Stadt. Die Skulptur und andere Materiale von der Ausstellung von Roese wurden auch im Jahre 2018 im Projekt Topographie des Terrors in Berlin ausgestellt und in einem Katalog veröffentlicht.

## Synagoga reviva

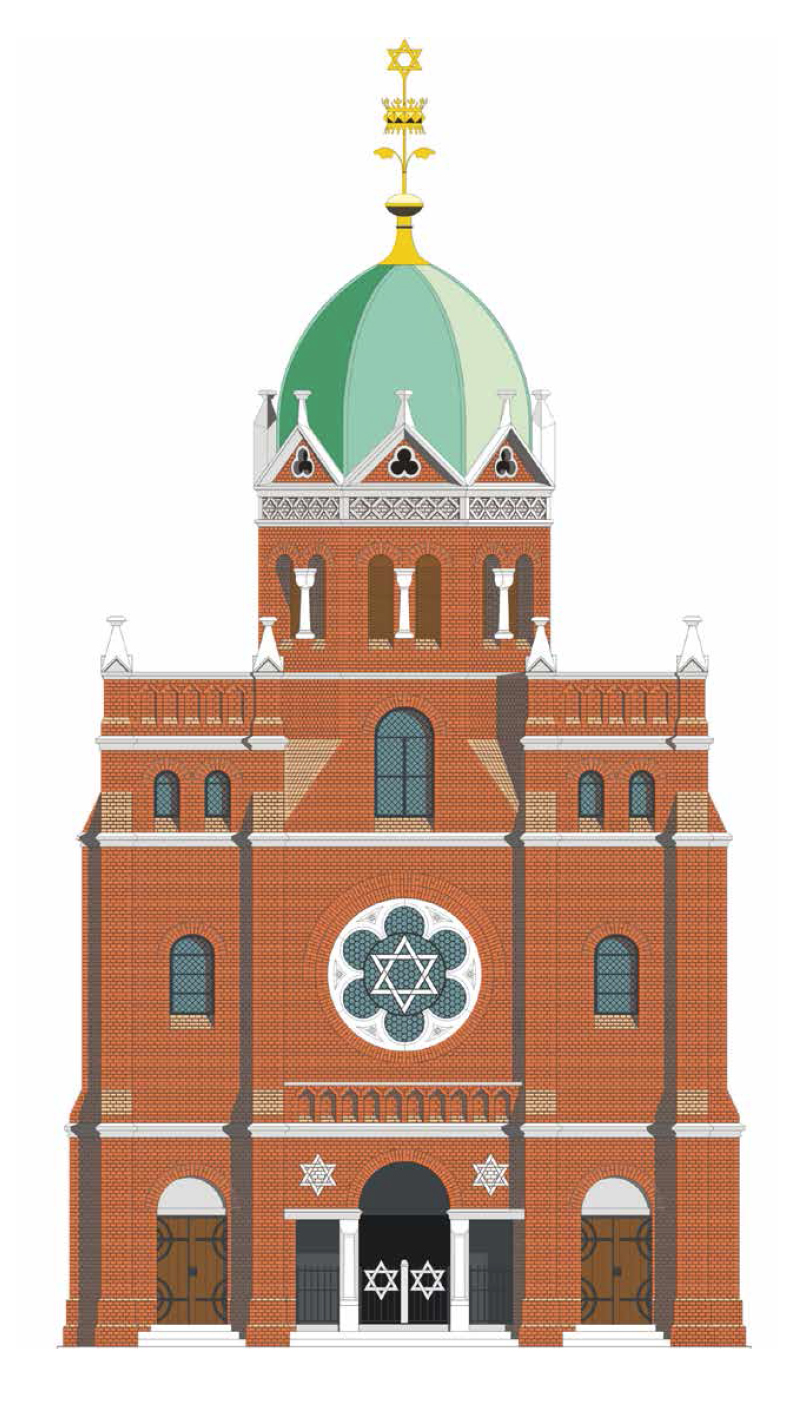
Fassadenaufriss der Glatzer Synagoge. Rekonstruktion von Gerhard Roese

Am Vorabend der „Reichspogromnacht“, am 8. November 2018 richtete in Kłodzko das Museum der Stadt zusammen mit den polnischen Aktivisten und dem Bildhauer aus Darmstadt, eine Veranstaltung zum Gedenken an den Terror vor 80 Jahren und an die damalige, jüdische Gemeinde unter dem Motto Synagoga reviva aus.
Schüler verschiedener Schulen aus Kłodzko und eine Gruppe Erwachsener nahmen teil. Sie erfuhren, was heute über das Bauwerk und über seine Vernichtung bekannt ist, sowie einiges von zwei überlebender Damen, Ruth Prager und Shoshana Efrati, die noch mit ihren Eltern diese Synagoge besucht hatten.
Im Anschluss an ein kleines Konzert mit jiddischen und hebräischen Liedern ging man zum Gedenkstein und entzündete Kerzen.